# Родригес Ромеро, Хосе Антонио
Хосе́ Анто́нио Родри́гес Роме́ро (исп. Jose de Jesus Corona Rodriguez; род. 4 июля 1992, Гвадалахара) — мексиканский футболист, вратарь клуба «Тихуана» и сборной Мексики.

## Биография
Хосе Родригес является воспитанником школы «Гвадалахары», где прошёл все возрастные категории. Довольно рано дебютировал в основном составе клуба и с 2008 по 2011 год успел провести за «Чивас» 44 матча в Первом дивизионе чемпионата Мексики.
В сезоне 2011/2012 Родригес выступал за «Веракрус» на правах аренды, после чего вернулся в родной клуб.
На уровне юношеских и молодёжных сборных Родригес добился значительных достижений, хотя он не всегда был основным вратарём в победных турнирах. В 2009 году он был первым номером на юношеском чемпионате мира, который прошёл в Нигерии. В 2011 году Родригес стал третьим призёром Молодёжного чемпионата мира. На этом турнире он начал играть с третьего матча группового турнира против сборной Англии (0:0). В дальнейшем Хосе Родригес неизменно защищал ворота сборной Мексики. Также в 2011 году Родригес попал в заявку на Панамериканские игры, которые были приближены по регламенту к Олимпийскому футбольному турниру — основа команды должны быть не старше 22 лет, также можно было заявить несколько игроков старше этого возраста. Одним из них стал Хосе Корона, чьим дублёром стал Родригес. Мексиканцы выиграли домашний турнир (он прошёл в Гвадалахаре).
Родригес выступал за постепенно трансформировавшуюся из молодёжной Олимпийскую сборную в товарищеских матчах и международных турнирах. Так, в 2012 году он помог Мексике впервые в истории выиграть престижный международный турнир в Тулоне. Летом 2012 года Хосе Антонио Родригес стал Олимпийским чемпионом. Он стал лишь одним из двух мексиканцев, которые не сыграли на турнире в Лондоне ни минуты, но также получил золотую медаль. Основным вратарём сборной вновь был Корона.

## Достижения
- Олимпийский чемпион: 2012
- Победитель Панамериканских игр: 2011
- Победитель Турнира в Тулоне: 2012
- Третий призёр молодёжного чемпионата мира: 2011
- Чемпион КОНКАКАФ среди молодёжи: 2011